# Тыравере (посёлок)
Ты́равере (эст. Tõravere) — сельский посёлок в волости Ныо уезда Тартумаа, Эстония.

## География и описание
Расположен в 5 километрах к северо-востоку от города Эльва и в 20 километрах к юго-западу от Тарту.
В посёлке есть остановка железной дороги Edelaraudtee.
Климат переходный от морского к континентальному. Официальный язык — эстонский. Почтовый индекс — 61602.

## Население
По данным переписи населения 2021 года, в Тыравере насчитывалось 324 жителя, из них 321 (99,4 %) — эстонцы.
По состоянию на 1 января 2019 года в посёлке насчитывалось 299 жителей.
По состоянию на 1 января 2012 год население посёлка составляло 289 человек.

## История
Впервые деревня Тыравере упоминается в 1582 году, как Terrawera. В 1900 году упоминается как деревня Теревере.
В 1957 году в деревне началось строительство нового здания Тартуской обсерватории. Строительство завершилось спустя семь лет, и в обсерваторию переехали все астрономы Эстонии. Также было объявлено о переименовании «Тартуской Обсерватории» в «Обсерваторию имени Василия Яковлевича Струве». В 1965 году в строй был введён самый большой оптический телескоп — АЗТ-12. 21 сентября 1995 года обсерватории было возвращено её историческое название.
Статус посёлка Тыравере получил в 1977 году.

## Известные жители
- Григорий Григорьевич Кузмин (1917—1988) — эстонский и советский астроном, член-корреспондент Академии наук Эстонской ССР.

## Галерея

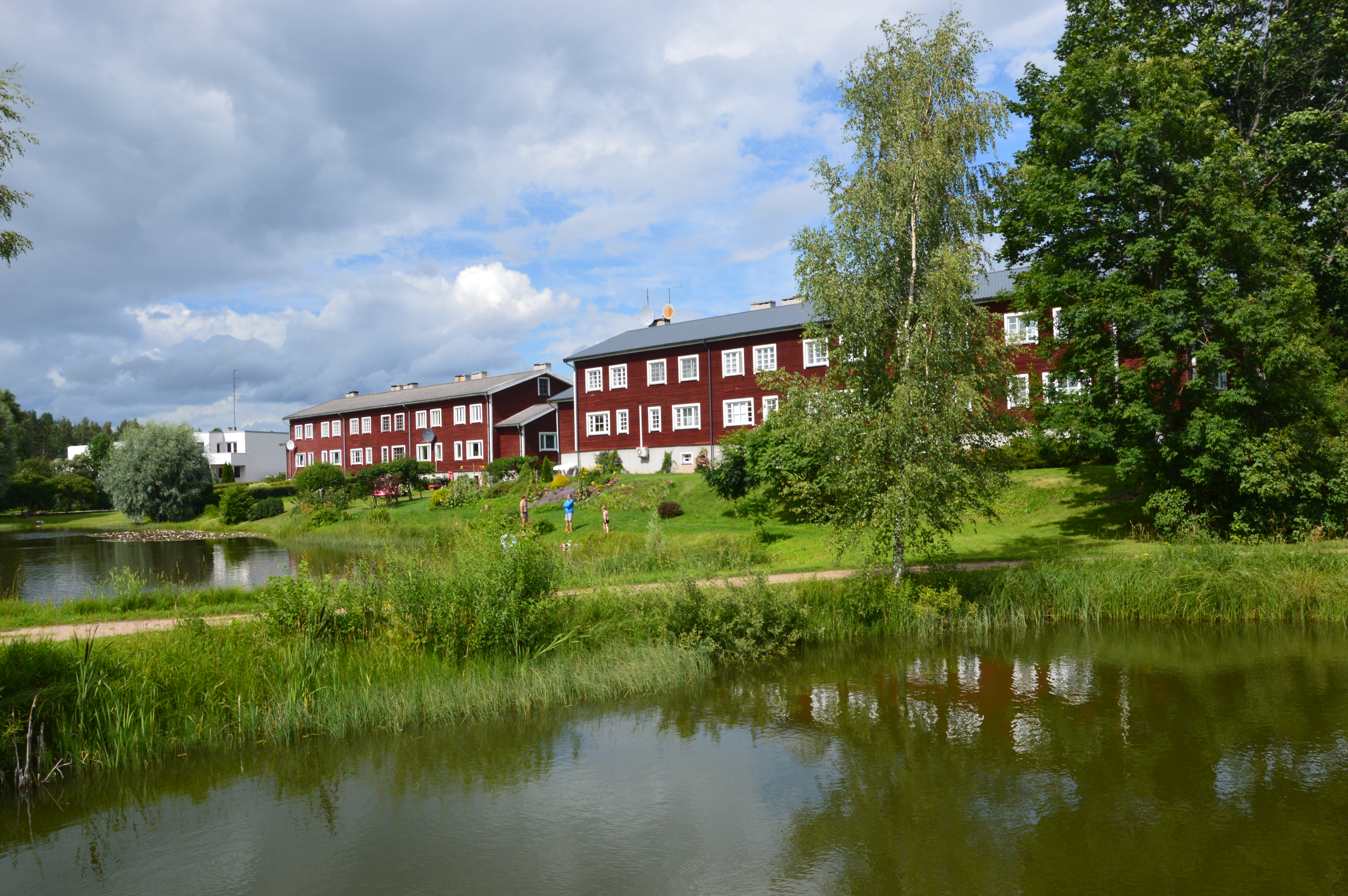
Тыравере
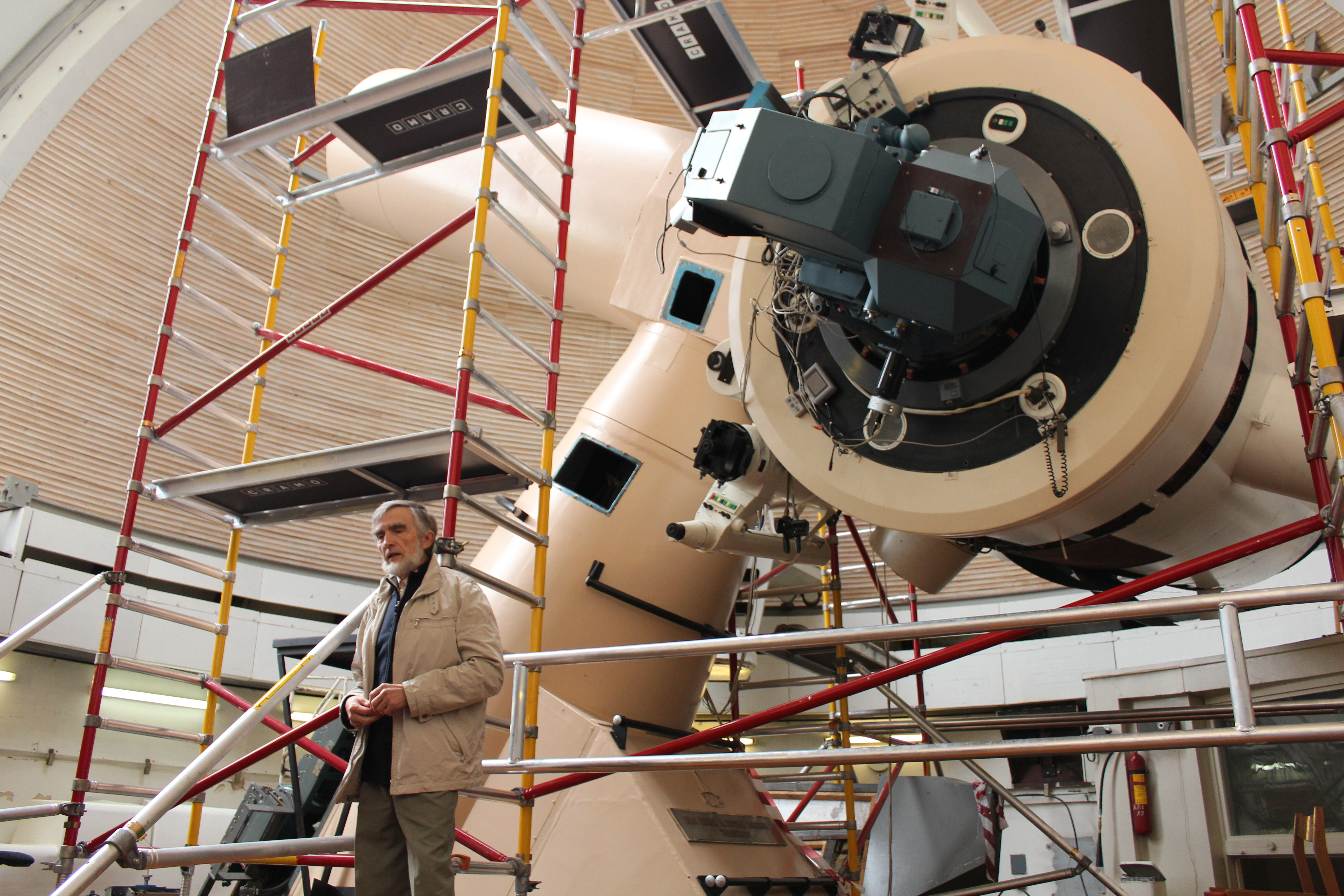
Самый большой телескоп в обсерватории
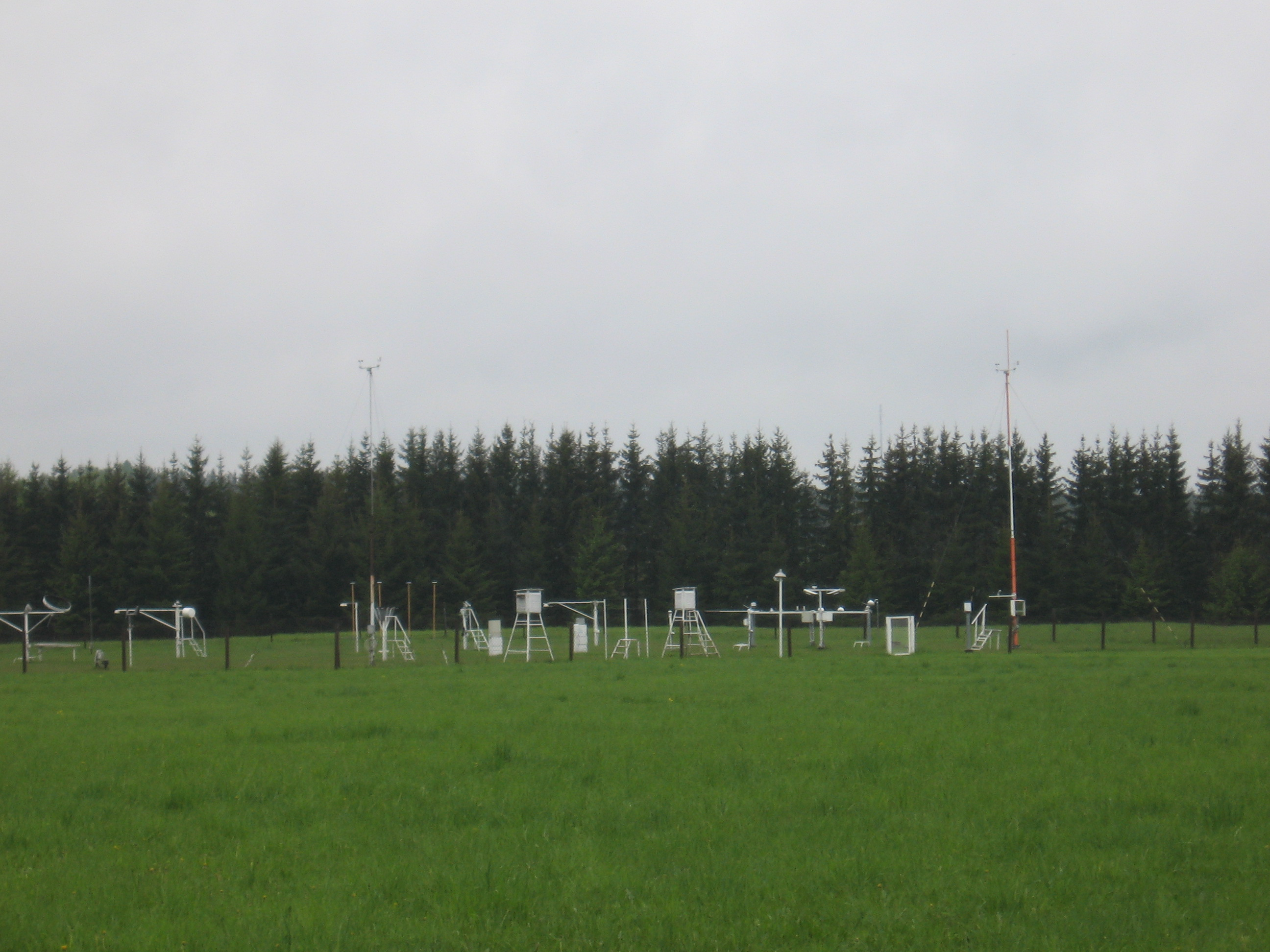
Метеорологическая станция